# Westindienspeicher

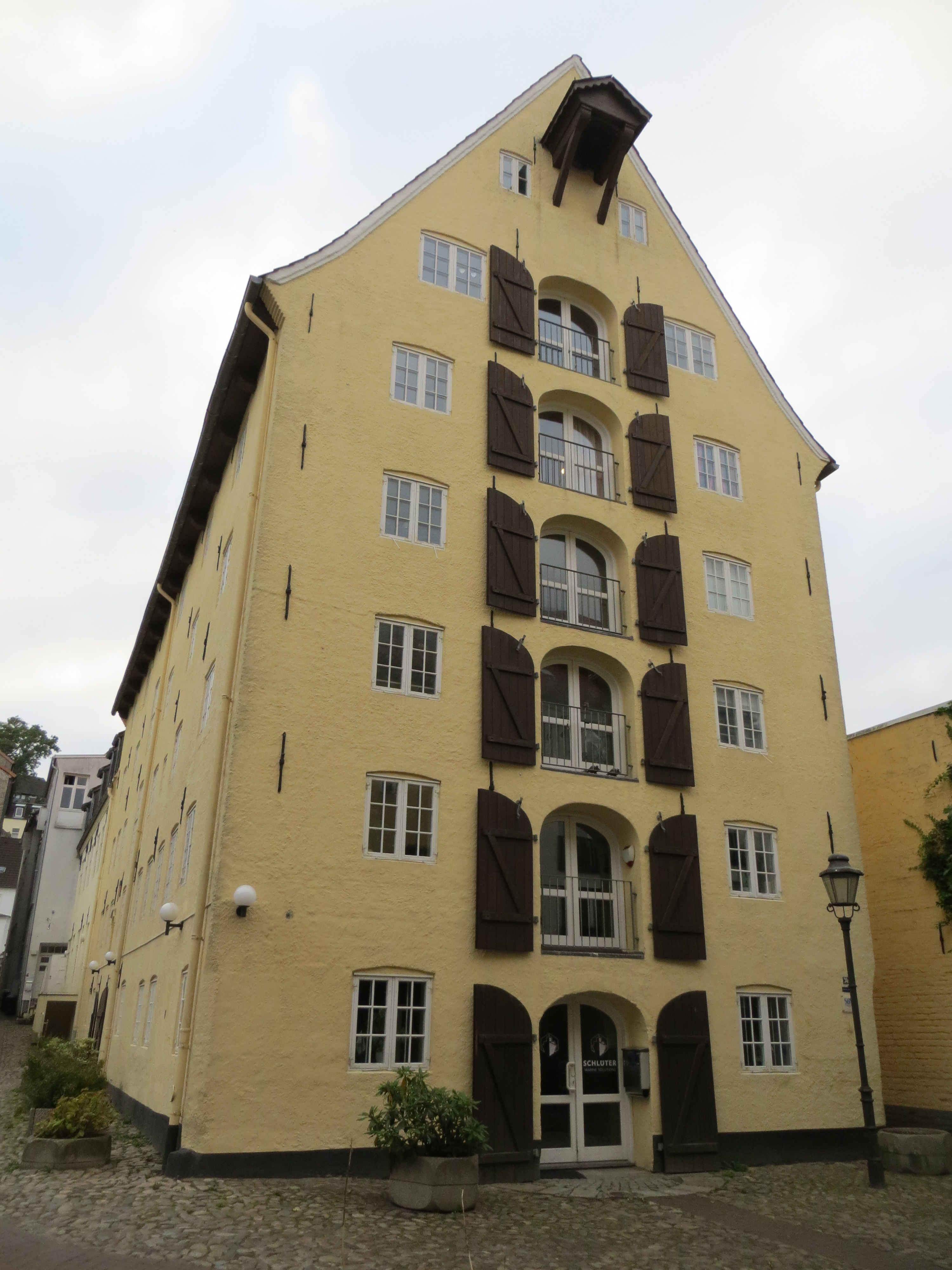
Der Westindienspeicher, 2013

Der Westindienspeicher ist ein historisches Gebäude in Flensburg. Der Speicher gehört zu den Kulturdenkmalen des Stadtteils.

## Hintergrund
Der dänische Kaufmann und Reeder Andreas Christiansen (1743–1811) ließ ihn in der Epoche der Aufklärung im Jahre 1789 errichten. Das Packhaus war deutlich größer als alle anderen Packhäuser mit den üblichen drei Etagen. Die Größe ist vergleichbar mit Lagerhäusern, die man in Hansestädten wie Lübeck und Hamburg findet. Der Speicher diente als Lagerhaus für die Waren des Flensburger Westindienhandels. So wurde hier unter anderem in schweren Eichenfässern „Original Rum“ aus der Karibik gelagert, aus dem dann der bekannte Flensburger Rum-Verschnitt gemacht wurde. Weiterhin wurden hier Rohzucker, Tabak, Kakao, Tee und Gewürze gelagert. All diese Waren wurden mit dem Giebelkran, der an der noch existierenden Krangaube befestigt war, in den Speicher gehievt. Die beiden zur Speicherlinie gewandten Häuser auf dem Kaufmannshof dienten als Wohn- und Geschäftsräume, auch eine Zuckersiederei soll sich auf dem Hof befunden haben.
Zur Erinnerung an Andreas Christiansen, der durch seine Handelsfahrten zu den dänischen Karibikinseln Saint Croix, Saint Thomas und St. John die wirtschaftliche Blüte Flensburgs eingeleitet hatte und der es als Besitzer einer bedeutenden Zuckerraffinerie zu großem Reichtum gebracht hatte, ist am Gebäude eine Tafel mit folgender Inschrift angebracht: "Herr segne alle diese Werke / Verleihe dem Besitzer Stärke / Andreas Christiansen / Setzte dieses am 20 Maju / Ao 1789".
In der Wirtschaftskrise der 1850er Jahre übernahm der Kolonialwarenhändler Johann Jacob Maack den gesamten Kaufmannshof, letzter Nutzer war die Spirituosenfirma I.C. Schmidt, die in den 1970er Jahren ihre Pforten schloss.
In den Jahren 1979–1981 wurde der Westindienspeicher durch die Neue Heimat Nord für ca. 2,3 Mio. DM komplett saniert. Als Gewerbeeinheit ließ sich die Immobilie zunächst nicht vollständig vermieten. Im Jahr 1985 bezog die private Nordische Universität das Gebäude und nutzte es bis zur Einstellung ihres Hochschulbetriebs im Jahr 1989 als Verwaltungsgebäude. Seit 1993 befindet sich das Gebäude im Besitz des SBV (Flensburger Selbsthilfebauverein) und beherbergt neben Geschäftsräumen im Erd- und erstem Obergeschoss noch sechs individuelle Wohnungen mit einem besonderen Flair.
Der Westindienspeicher ist Teil des Kapitänsweges, einem touristischen Rundgang durch Flensburg, und daher ein beliebtes Postkarten- und Fotomotiv und wird häufig von Touristengruppen angesteuert.